# Liste der Orte im Landkreis Nürnberger Land
Die Liste der Orte im Landkreis Nürnberger Land listet die 336 amtlich benannten Gemeindeteile (Hauptorte, Kirchdörfer, Pfarrdörfer, Dörfer, Weiler und Einöden) im Landkreis Nürnberger Land auf.

## Systematische Liste
Städte und Gemeinden mit den zugehörigen Orten in alphabetischer Reihenfolge:
- Die Gemeinde Alfeld mit 18 Gemeindeteilen:
  - Pfarrdorf Alfeld
  - Kirchdorf Waller
  - Dörfer Kursberg, Lieritzhofen, Nonnhof, Pollanden und Seiboldstetten
  - Weiler Kauerheim, Regelsmühle, Wettersberg und Wörleinshof
  - Einöden Claramühle, Haubmühle, Kirchthalmühle, Otzenberg, Rosenmühle, Röthenfeld und Ziegelhütte

- Die Stadt Altdorf bei Nürnberg mit 25 Gemeindeteilen:
  - Hauptort Altdorf bei Nürnberg
  - Pfarrdörfer Eismannsberg und Rasch
  - Kirchdorf Hagenhausen
  - Dörfer Au, Grünsberg, Hegnenberg, Ludersheim, Oberrieden, Oberwellitzleithen, Prackenfels, Pühlheim, Raschbach, Röthenbach bei Altdorf, Schleifmühle, Stürzelhof, Unterrieden, Unterwellitzleithen, Wappeltshofen, Weinhof und Ziegelhütte
  - Weiler Adelheim und Prethalmühle
  - Einöden Fallhaus und Lochmannshof

- Die Gemeinde Burgthann mit 17 Gemeindeteilen:
  - Pfarrdörfer Burgthann und Oberferrieden
  - Kirchdörfer Ezelsdorf und Unterferrieden
  - Dörfer Dörlbach, Großvoggenhof, Grub, Mimberg, Pattenhofen, Peunting, Schwarzenbach und Steinbach
  - Siedlung Rübleinshof
  - Weiler Bachmühle, Heinleinshof, Osterhof und Westhaid

- Die Gemeinde Engelthal mit 6 Gemeindeteilen:
  - Pfarrdorf Engelthal
  - Dörfer Kruppach, Prosberg und Sendelbach
  - Weiler Peuerling. Die Einöde Krönhof

- Der Markt Feucht mit 5 Gemeindeteilen:
  - Hauptort Feucht
  - Kirchdorf Moosbach
  - Dorf Hahnhof
  - Weiler Weiherhaus
  - Einöde Gauchsmühle

- Die Gemeinde Happurg mit 14 Gemeindeteilen:
  - Pfarrdörfer Förrenbach und Happurg
  - Kirchdörfer Kainsbach und Thalheim
  - Dörfer Aicha, Deckersberg, Gotzenberg, Schupf und See
  - Weiler Hartenberg, Molsberg, Mosenhof und Reicheneck
  - Einöde Vorderhaslach

- Die Gemeinde Hartenstein mit 15 Gemeindeteilen:
  - Pfarrdorf Hartenstein
  - Dörfer Engenthal, Enzendorf, Großmeinfeld, Grünreuth, Kleinmeinfeld, Lungsdorf und Rupprechtstegen
  - Weiler Güntersthal, Höflas und Loch
  - Einöden Griesmühle, Harnbach, Häuslfeld und Neuensorg

- Die Gemeinde Henfenfeld mit dem gleichnamigen Pfarrdorf

- Die Stadt Hersbruck mit 8 Gemeindeteilen:
  - Hauptort Hersbruck
  - Pfarrdorf Altensittenbach
  - Dörfer Ellenbach, Großviehberg, Kühnhofen und Weiher
  - Weiler Leutenbach
  - Einöde Hagenmühle

- Die Gemeinde Kirchensittenbach mit 21 Gemeindeteilen:
  - Pfarrdorf Kirchensittenbach
  - Kirchdorf Oberkrumbach
  - Dörfer Algersdorf, Aspertshofen, Dietershofen, Hohenstein, Kleedorf, Morsbrunn, Steinensittenbach, Stöppach, Treuf, Unterkrumbach und Wallsdorf
  - Weiler Entmersberg, Kreppling und Menschhof
  - Einöden Hillhof, Hopfengartenmühle, Obermühle, Siglitzberg und Siglitzhof

- Die Stadt Lauf an der Pegnitz mit 29 Gemeindeteilen:
  - Hauptort Lauf an der Pegnitz
  - Pfarrdörfer Beerbach und Schönberg
  - Kirchdörfer Dehnberg und Neunhof
  - Dörfer Bullach, Günthersbühl, Heuchling, Höflas, Kotzenhof, Kuhnhof, Letten, Nuschelberg, Oedenberg, Rudolfshof, Simmelberg, Simonshofen, Tauchersreuth, Vogelhof, Weigenhofen und Wetzendorf
  - Weiler Hub, Nessenmühle, Sankt Kunigunda und Veldershof
  - Einöden Egelsee, Gaisreuth, Kohlschlag und Seiboldshof

- Die Gemeinde Leinburg mit 17 Gemeindeteilen:
  - Pfarrdörfer Entenberg und Leinburg
  - Dörfer Diepersdorf, Ernhofen, Gersberg, Gersdorf, Oberhaidelbach, Pötzling, Unterhaidelbach, Weihersberg, Weißenbrunn und Winn
  - Weiler Pühlhof, Reuth und Scheerau
  - Einöden Fuchsmühle und Heiligenmühle

- Der Markt Neuhaus an der Pegnitz mit 15 Gemeindeteilen:
  - Hauptort Neuhaus an der Pegnitz
  - Dörfer Bärnhof, Finstermühle, Hammerschrott, Höfen, Krottensee, Mosenberg und Rothenbruck
  - Weiler Oberbrand und Ziegelhütte
  - Einöden Fischstein, Ranna, Rehberg und Unterbrand
  - Forsthaus Rinnenbrunn

- Die Gemeinde Neunkirchen am Sand mit 7 Gemeindeteilen:
  - Pfarrdörfer Kersbach und Neunkirchen am Sand
  - Dörfer Rollhofen, Speikern und Weißenbach
  - Weiler Wolfshöhe
  - Einöde Eichig

- Die Gemeinde Offenhausen mit 14 Gemeindeteilen:
  - Pfarrdorf Offenhausen
  - Dörfer Breitenbrunn, Egensbach, Ittelshofen, Klingenhof, Kucha, Oberndorf, Püscheldorf und Schrotsdorf
  - Weiler Hallershof, Hinterhaslach und Mittelhof
  - Einöden Aichamühle und Birkensee

- Die Gemeinde Ottensoos mit 3 Gemeindeteilen:
  - Pfarrdorf Ottensoos
  - Industrieort Bräunleinsberg
  - Einöde Rüblanden

- Die Gemeinde Pommelsbrunn mit 22 Gemeindeteilen:
  - Pfarrdörfer Eschenbach, Hartmannshof, Heldmannsberg, Hohenstadt und Pommelsbrunn
  - Dörfer Arzlohe, Fischbrunn, Guntersrieth, Hegendorf, Heuchling, Hofstetten, Hubmersberg, Mittelburg, Stallbaum und Waizenfeld
  - Weiler Althaus, Appelsberg, Bürtel, Hunas, Kleinviehberg, Reckenberg und Wüllersdorf

- Die Gemeinde Reichenschwand mit 3 Gemeindeteilen:
  - Pfarrdorf Reichenschwand
  - Dörfer Leuzenberg und Oberndorf

- Die Stadt Röthenbach an der Pegnitz mit 7 Gemeindeteilen:
  - Hauptort Röthenbach an der Pegnitz
  - Dörfer Haimendorf, Himmelgarten und Renzenhof
  - Weiler Grüne Au und Rockenbrunn
  - Einöde Moritzberg

- Die Gemeinde Rückersdorf mit 3 Gemeindeteilen:
  - Pfarrdorf Rückersdorf
  - Weiler Ludwigshöhe
  - Einöde Strengenberg

- Der Markt Schnaittach mit 33 Gemeindeteilen:
  - Hauptort Schnaittach
  - Pfarrdörfer Kirchröttenbach und Osternohe
  - Dörfer Bernhof, Bondorf, Freiröttenbach, Germersberg, Großbellhofen, Haidling, Hedersdorf, Hormersdorf, Kreuzbühl, Laipersdorf, Rabenshof, Schloßberg, Siegersdorf und Untersdorf
  - Weiler Buderhof, Enzenreuth, Frohnhof, Götzlesberg, Kleinbellhofen, Lillinghof, Lohmühle, Poppenhof, Reingrub, Waizmannsdorf und Weigensdorf
  - Einöden Hinterhof, Kaltenherberg, Lochhof, Röhrischhof und Schäferhütte

- Die Gemeinde Schwaig bei Nürnberg mit 3 Gemeindeteilen:
  - Pfarrdörfer Behringersdorf und Schwaig bei Nürnberg
  - Dorf Malmsbach

- Die Gemeinde Schwarzenbruck mit 11 Gemeindeteilen:
  - Pfarrdorf Schwarzenbruck
  - Kirchdorf Altenthann
  - Dörfer Gsteinach, Oberlindelburg, Ochenbruck, Pfeifferhütte, Rummelsberg und Unterlindelburg
  - Weiler Fröschau
  - Einöden Mauschelhof und Wallersberg

- Die Gemeinde Simmelsdorf mit 24 Gemeindeteilen:
  - Pfarrdörfer Bühl und Sankt Helena
  - Dörfer Diepoltsdorf, Großengsee, Hüttenbach, Ittling, Judenhof, Oberndorf, Simmelsdorf, Strahlenfels, Unterwindsberg, Utzmannsbach, Wildenfels und Winterstein
  - Weiler Au, Oberachtel, Oberwindsberg, Rampertshof, Unterachtel und Unternaifermühle
  - Einöden Kaltenhof, Mittelnaifermühle, Obernaifermühle und Sankt Martin

- Die Stadt Velden mit 8 Gemeindeteilen:
  - Hauptort Velden
  - Dörfer Pfaffenhofen, Raitenberg und Viehhofen
  - Weiler Henneberg und Münzinghof
  - Einöden Gerhelm und Immendorf

- Die Gemeinde Vorra mit 4 Gemeindeteilen:
  - Pfarrdörfer Artelshofen und Vorra
  - Kirchdorf Alfalter. Das Dorf Düsselbach

- Die Gemeinde Winkelhaid mit 4 Gemeindeteilen:
  - Pfarrdörfer Penzenhofen und Winkelhaid
  - Dörfer Richthausen und Ungelstetten

## Alphabetische Liste
In Fettschrift erscheinen die Orte, die namengebend für die Gemeinde sind.

### A
- Adelheim zu Altdorf b.Nürnberg
- Aicha zu Happurg
- Aichamühle zu Offenhausen
- Alfalter zu Vorra
- Alfeld
- Algersdorf zu Kirchensittenbach
- Altdorf b.Nürnberg
- Altensittenbach zu Hersbruck
- Altenthann zu Schwarzenbruck
- Althaus zu Pommelsbrunn
- Appelsberg zu Pommelsbrunn
- Artelshofen zu Vorra
- Arzlohe zu Pommelsbrunn
- Aspertshofen zu Kirchensittenbach
- Au zu Altdorf b.Nürnberg
- Au zu Simmelsdorf

### B
- Bachmühle zu Burgthann
- Bärnhof zu Neuhaus a.d.Pegnitz
- Beerbach zu Lauf a.d.Pegnitz
- Behringersdorf zu Schwaig b.Nürnberg
- Bernhof zu Schnaittach
- Birkensee zu Offenhausen
- Bondorf zu Schnaittach
- Bräunleinsberg zu Ottensoos
- Breitenbrunn zu Offenhausen
- Buderhof zu Schnaittach
- Bühl zu Simmelsdorf
- Bullach zu Lauf a.d.Pegnitz
- Burgthann
- Bürtel zu Pommelsbrunn

### C
- Claramühle zu Alfeld

### D
- Deckersberg zu Happurg
- Dehnberg zu Lauf a.d.Pegnitz
- Diepersdorf zu Leinburg
- Diepoltsdorf zu Simmelsdorf
- Dietershofen zu Kirchensittenbach
- Dörlbach zu Burgthann
- Düsselbach zu Vorra

### E
- Egelsee zu Lauf a.d.Pegnitz
- Egensbach zu Offenhausen
- Eichig zu Neunkirchen a.Sand
- Eismannsberg zu Altdorf b.Nürnberg
- Ellenbach zu Hersbruck
- Engelthal
- Engenthal zu Hartenstein
- Entenberg zu Leinburg
- Entmersberg zu Kirchensittenbach
- Enzendorf zu Hartenstein
- Enzenreuth zu Schnaittach
- Ernhofen zu Leinburg
- Eschenbach zu Pommelsbrunn
- Ezelsdorf zu Burgthann

### F
- Fallhaus zu Altdorf b.Nürnberg
- Feucht
- Finstermühle zu Neuhaus a.d.Pegnitz
- Fischbrunn zu Pommelsbrunn
- Fischstein zu Neuhaus a.d.Pegnitz
- Förrenbach zu Happurg
- Freiröttenbach zu Schnaittach
- Frohnhof zu Schnaittach
- Fröschau zu Schwarzenbruck
- Fuchsmühle zu Leinburg

### G
- Gaisreuth zu Lauf a.d.Pegnitz
- Gauchsmühle zu Feucht
- Gerhelm zu Velden
- Germersberg zu Schnaittach
- Gersberg zu Leinburg
- Gersdorf zu Leinburg
- Gotzenberg zu Happurg
- Götzlesberg zu Schnaittach
- Griesmühle zu Hartenstein
- Großbellhofen zu Schnaittach
- Großengsee zu Simmelsdorf
- Großmeinfeld zu Hartenstein
- Großviehberg zu Hersbruck
- Großvoggenhof zu Burgthann
- Grub zu Burgthann
- Grüne Au zu Röthenbach a.d.Pegnitz
- Grünreuth zu Hartenstein
- Grünsberg zu Altdorf b.Nürnberg
- Gsteinach zu Schwarzenbruck
- Guntersrieth zu Pommelsbrunn
- Güntersthal zu Hartenstein
- Günthersbühl zu Lauf a.d.Pegnitz

### H
- Hagenhausen zu Altdorf b.Nürnberg
- Hagenmühle zu Hersbruck
- Hahnhof zu Feucht
- Haidling zu Schnaittach
- Haimendorf zu Röthenbach a.d.Pegnitz
- Hallershof zu Offenhausen
- Hammerschrott zu Neuhaus a.d.Pegnitz
- Happurg
- Harnbach zu Hartenstein
- Hartenberg zu Happurg
- Hartenstein
- Hartmannshof zu Pommelsbrunn
- Haubmühle zu Alfeld
- Häuslfeld zu Hartenstein
- Hedersdorf zu Schnaittach
- Hegendorf zu Pommelsbrunn
- Hegnenberg zu Altdorf b.Nürnberg
- Heiligenmühle zu Leinburg
- Heinleinshof zu Burgthann
- Heldmannsberg zu Pommelsbrunn
- Henfenfeld
- Henneberg zu Velden
- Hersbruck
- Heuchling zu Lauf a.d.Pegnitz
- Heuchling zu Pommelsbrunn
- Hillhof zu Kirchensittenbach
- Himmelgarten zu Röthenbach a.d.Pegnitz
- Hinterhaslach zu Offenhausen
- Hinterhof zu Schnaittach
- Höfen zu Neuhaus a.d.Pegnitz
- Höflas zu Hartenstein
- Höflas zu Lauf a.d.Pegnitz
- Hofstetten zu Pommelsbrunn
- Hohenstadt zu Pommelsbrunn
- Hohenstein zu Kirchensittenbach
- Hopfengartenmühle zu Kirchensittenbach
- Hormersdorf zu Schnaittach
- Hub zu Lauf a.d.Pegnitz
- Hubmersberg zu Pommelsbrunn
- Hunas zu Pommelsbrunn
- Hüttenbach zu Simmelsdorf

### I
- Immendorf zu Velden
- Ittelshofen zu Offenhausen
- Ittling zu Simmelsdorf

### J
- Judenhof zu Simmelsdorf

### K
- Kainsbach zu Happurg
- Kaltenherberg zu Schnaittach
- Kaltenhof zu Simmelsdorf
- Kauerheim zu Alfeld
- Kersbach zu Neunkirchen a.Sand
- Kirchensittenbach
- Kirchröttenbach zu Schnaittach
- Kirchthalmühle zu Alfeld
- Kleedorf zu Kirchensittenbach
- Kleinbellhofen zu Schnaittach
- Kleinmeinfeld zu Hartenstein
- Kleinviehberg zu Pommelsbrunn
- Klingenhof zu Offenhausen
- Kohlschlag zu Lauf a.d.Pegnitz
- Kotzenhof zu Lauf a.d.Pegnitz
- Kreppling zu Kirchensittenbach
- Kreuzbühl zu Schnaittach
- Krönhof zu Engelthal
- Krottensee zu Neuhaus a.d.Pegnitz
- Kruppach zu Engelthal
- Kucha zu Offenhausen
- Kuhnhof zu Lauf a.d.Pegnitz
- Kühnhofen zu Hersbruck
- Kursberg zu Alfeld

### L
- Laipersdorf zu Schnaittach
- Lauf a.d.Pegnitz
- Leinburg
- Letten zu Lauf a.d.Pegnitz
- Leutenbach zu Hersbruck
- Leuzenberg zu Reichenschwand
- Lieritzhofen zu Alfeld
- Lillinghof zu Schnaittach
- Loch zu Hartenstein
- Lochhof zu Schnaittach
- Lochmannshof zu Altdorf b.Nürnberg
- Lohmühle zu Schnaittach
- Ludersheim zu Altdorf b.Nürnberg
- Ludwigshöhe zu Rückersdorf
- Lungsdorf zu Hartenstein

### M
- Malmsbach zu Schwaig b.Nürnberg
- Mauschelhof zu Schwarzenbruck
- Menschhof zu Kirchensittenbach
- Mimberg zu Burgthann
- Mittelburg zu Pommelsbrunn
- Mittelhof zu Offenhausen
- Mittelnaifermühle zu Simmelsdorf
- Molsberg zu Happurg
- Moosbach zu Feucht
- Moritzberg zu Röthenbach a.d.Pegnitz
- Morsbrunn zu Kirchensittenbach
- Mosenberg zu Neuhaus a.d.Pegnitz
- Mosenhof zu Happurg
- Münzinghof zu Velden

### N
- Nessenmühle zu Lauf a.d.Pegnitz
- Neuensorg zu Hartenstein
- Neuhaus a.d.Pegnitz
- Neunhof zu Lauf a.d.Pegnitz
- Neunkirchen a.Sand
- Nonnhof zu Alfeld
- Nuschelberg zu Lauf a.d.Pegnitz

### O
- Oberachtel zu Simmelsdorf
- Oberbrand zu Neuhaus a.d.Pegnitz
- Oberferrieden zu Burgthann
- Oberhaidelbach zu Leinburg
- Oberkrumbach zu Kirchensittenbach
- Oberlindelburg zu Schwarzenbruck
- Obermühle zu Kirchensittenbach
- Obernaifermühle zu Simmelsdorf
- Oberndorf zu Offenhausen
- Oberndorf zu Reichenschwand
- Oberndorf zu Simmelsdorf
- Oberrieden zu Altdorf b.Nürnberg
- Oberwellitzleithen zu Altdorf b.Nürnberg
- Oberwindsberg zu Simmelsdorf
- Ochenbruck zu Schwarzenbruck
- Oedenberg zu Lauf a.d.Pegnitz
- Offenhausen
- Osterhof zu Burgthann
- Osternohe zu Schnaittach
- Ottensoos
- Otzenberg zu Alfeld

### P
- Pattenhofen zu Burgthann
- Penzenhofen zu Winkelhaid
- Peuerling zu Engelthal
- Peunting zu Burgthann
- Pfaffenhofen zu Velden
- Pfeifferhütte zu Schwarzenbruck
- Pollanden zu Alfeld
- Pommelsbrunn
- Poppenhof zu Schnaittach
- Pötzling zu Leinburg
- Prackenfels zu Altdorf b.Nürnberg
- Prethalmühle zu Altdorf b.Nürnberg
- Prosberg zu Engelthal
- Pühlheim zu Altdorf b.Nürnberg
- Pühlhof zu Leinburg
- Püscheldorf zu Offenhausen

### R
- Rabenshof zu Schnaittach
- Raitenberg zu Velden
- Rampertshof zu Simmelsdorf
- Ranna zu Neuhaus a.d.Pegnitz
- Rasch zu Altdorf b.Nürnberg
- Raschbach zu Altdorf b.Nürnberg
- Reckenberg zu Pommelsbrunn
- Regelsmühle zu Alfeld
- Rehberg zu Neuhaus a.d.Pegnitz
- Reicheneck zu Happurg
- Reichenschwand
- Reingrub zu Schnaittach
- Renzenhof zu Röthenbach a.d.Pegnitz
- Reuth zu Leinburg
- Richthausen zu Winkelhaid
- Rinnenbrunn zu Neuhaus a.d.Pegnitz
- Rockenbrunn zu Röthenbach a.d.Pegnitz
- Röhrischhof zu Schnaittach
- Rollhofen zu Neunkirchen a.Sand
- Rosenmühle zu Alfeld
- Röthenbach a.d.Pegnitz
- Röthenbach b.Altdorf zu Altdorf b.Nürnberg
- Rothenbruck zu Neuhaus a.d.Pegnitz
- Röthenfeld zu Alfeld
- Rüblanden zu Ottensoos
- Rübleinshof zu Burgthann
- Rückersdorf
- Rudolfshof zu Lauf a.d.Pegnitz
- Rummelsberg zu Schwarzenbruck
- Rupprechtstegen zu Hartenstein

### S
- Sankt Helena zu Simmelsdorf
- Sankt Kunigunda zu Lauf a.d.Pegnitz
- Sankt Martin zu Simmelsdorf
- Schäferhütte zu Schnaittach
- Scheerau zu Leinburg
- Schleifmühle zu Altdorf b.Nürnberg
- Schloßberg zu Schnaittach
- Schnaittach
- Schönberg zu Lauf a.d.Pegnitz
- Schrotsdorf zu Offenhausen
- Schupf zu Happurg
- Schwaig b.Nürnberg
- Schwarzenbach zu Burgthann
- Schwarzenbruck
- See zu Happurg
- Seiboldshof zu Lauf a.d.Pegnitz
- Seiboldstetten zu Alfeld
- Sendelbach zu Engelthal
- Siegersdorf zu Schnaittach
- Siglitzberg zu Kirchensittenbach
- Siglitzhof zu Kirchensittenbach
- Simmelberg zu Lauf a.d.Pegnitz
- Simmelsdorf
- Simonshofen zu Lauf a.d.Pegnitz
- Speikern zu Neunkirchen a.Sand
- Stallbaum zu Pommelsbrunn
- Steinbach zu Burgthann
- Steinensittenbach zu Kirchensittenbach
- Stöppach zu Kirchensittenbach
- Strahlenfels zu Simmelsdorf
- Strengenberg zu Rückersdorf
- Stürzelhof zu Altdorf b.Nürnberg

### T
- Tauchersreuth zu Lauf a.d.Pegnitz
- Thalheim zu Happurg
- Treuf zu Kirchensittenbach

### U
- Ungelstetten zu Winkelhaid
- Unterachtel zu Simmelsdorf
- Unterbrand zu Neuhaus a.d.Pegnitz
- Unterferrieden zu Burgthann
- Unterhaidelbach zu Leinburg
- Unterkrumbach zu Kirchensittenbach
- Unterlindelburg zu Schwarzenbruck
- Unternaifermühle zu Simmelsdorf
- Unterrieden zu Altdorf b.Nürnberg
- Untersdorf zu Schnaittach
- Unterwellitzleithen zu Altdorf b.Nürnberg
- Unterwindsberg zu Simmelsdorf
- Utzmannsbach zu Simmelsdorf

### V
- Velden
- Veldershof zu Lauf a.d.Pegnitz
- Viehhofen zu Velden
- Vogelhof zu Lauf a.d.Pegnitz
- Vorderhaslach zu Happurg
- Vorra

### W
- Waizenfeld zu Pommelsbrunn
- Waizmannsdorf zu Schnaittach
- Waller zu Alfeld
- Wallersberg zu Schwarzenbruck
- Wallsdorf zu Kirchensittenbach
- Wappeltshofen zu Altdorf b.Nürnberg
- Weigenhofen zu Lauf a.d.Pegnitz
- Weigensdorf zu Schnaittach
- Weiher zu Hersbruck
- Weiherhaus zu Feucht
- Weihersberg zu Leinburg
- Weinhof zu Altdorf b.Nürnberg
- Weißenbach zu Neunkirchen a.Sand
- Weißenbrunn zu Leinburg
- Westhaid zu Burgthann
- Wettersberg zu Alfeld
- Wetzendorf zu Lauf a.d.Pegnitz
- Wildenfels zu Simmelsdorf
- Winkelhaid
- Winn zu Leinburg
- Winterstein zu Simmelsdorf
- Wolfshöhe zu Neunkirchen a.Sand
- Wörleinshof zu Alfeld
- Wüllersdorf zu Pommelsbrunn

### Z
- Ziegelhütte zu Alfeld
- Ziegelhütte zu Altdorf b.Nürnberg
- Ziegelhütte zu Lauf a.d.Pegnnitz
- Ziegelhütte zu Neuhaus a.d.Pegnitz

| ↑ Zurück zum Inhaltsverzeichnis |